# Msangano
Msangano è una circoscrizione rurale (rural ward) della Tanzania situata nel distretto di Momba, regione di Mbeya. Conta una popolazione di 15 770 abitanti (censimento 2012).